# Wim Mennes
Wim Mennes est un footballeur belge né le 25 janvier 1977 à Lommel (Belgique).
Il a évolué comme milieu de terrain à Lommel, Westerlo, St-Trond et Bocholt. En juillet 2014, il rejoint le K. FC Oosterzonen en Division 3.

## Palmarès
- Champion de Belgique D2 en 2009 avec Saint-Trond VV
- Finaliste en 2001 avec le SK Lommel